# Assemblée générale de l'Union astronomique internationale de 2006

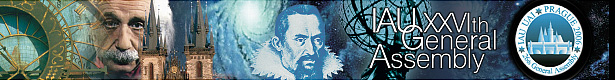

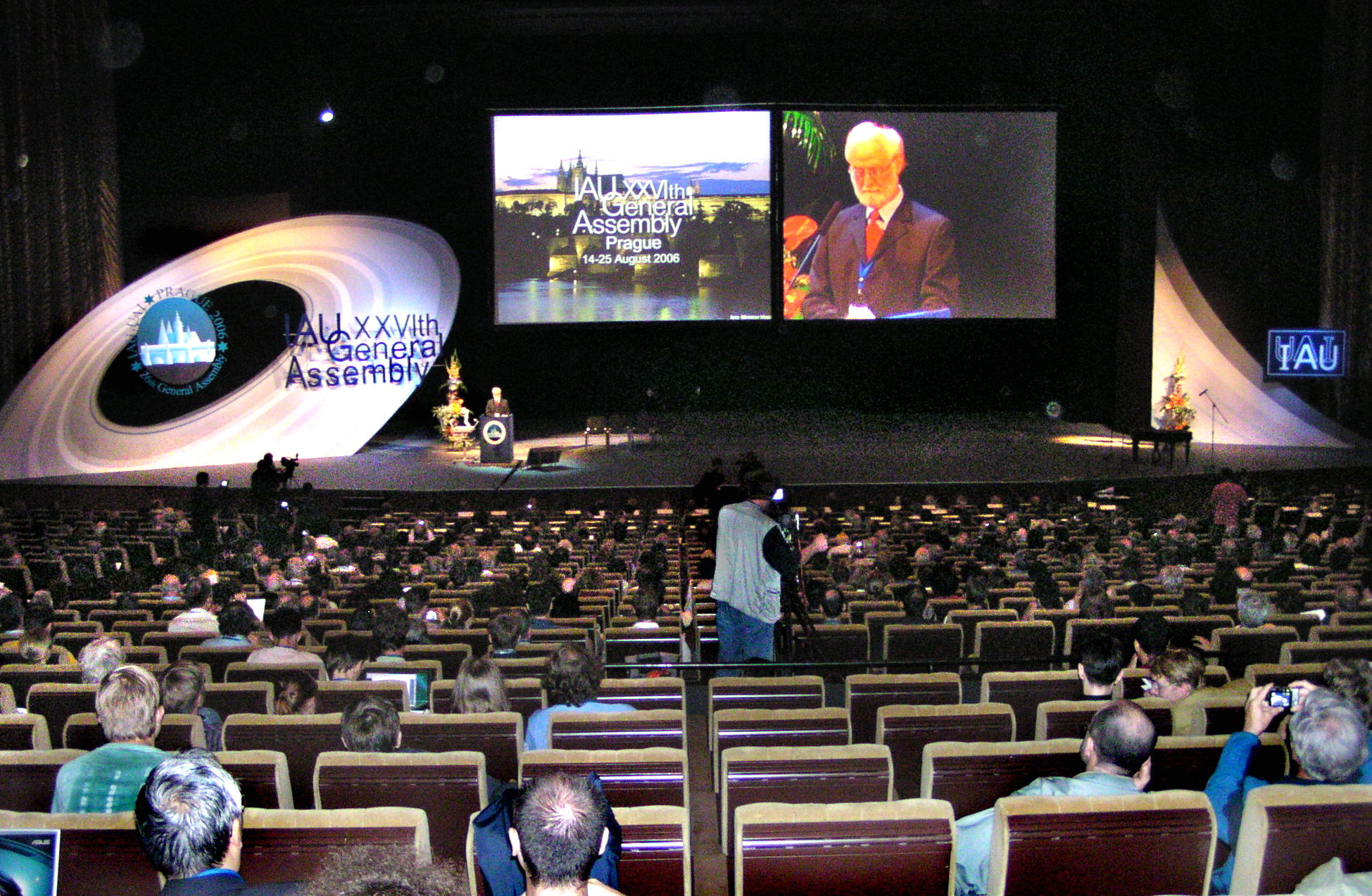
Cérémonie d'ouverture de la générale.

26e assemblée générale de l'Union astronomique internationale
La 26e assemblée générale de l'Union astronomique internationale s'est tenue du 14 au 25 août 2006 à Prague, capitale de la République tchèque. C'est la deuxième assemblée générale de l'Union astronomique internationale qui se déroule dans la capitale tchèque, après la 13e assemblée générale de l'Union astronomique internationale qui y avait eu lieu en 1967.

## Résolutions
Elle est connue notamment pour avoir défini le mot « planète » et, par suite, déclassé Pluton de son statut de planète pour en faire le premier représentant de la nouvelle classe des planètes naines.